# Nesogobius maccullochi
 Nesogobius maccullochi es una especie de peces de la familia de los Gobiidae en el orden de los Perciformes.

## Morfología
Los machos pueden llegar a alcanzar los 6,9 cm de longitud total y las  hembras 6,4.

## Hábitat
Es un pez de Clima subtropical y demersal que vive entre 0-1 m de profundidad.

## Distribución geográfica
Se encuentra en el Índico oriental: Australia (Tasmania,  Victoria y Australia Meridional ).

## Observaciones
Es inofensivo para los humanos. 